# 萨姆斯托夫
萨姆斯托夫（德語：Sarmstorf）是德国梅克伦堡-前波美拉尼亚州的一个市镇。总面积10.96平方公里，总人口513人，其中男性262人，女性251人（2011年12月31日），人口密度47人/平方公里。